# Happy Happy
«Happy Happy» — четвёртый японский сингл южнокорейской гёрл-группы Twice. Песня была предварительно выпущена в цифровом виде 12 июня 2019 года, а 17 июля был выпущен сингл на компакт-диске лейблом Warner Music Japan.

## Предпосылки и релиз
6 апреля 2019 года Twice объявили о выпуске своего четвёртого японского сингла «Happy Happy». Рекламный ролик «Happy Happy» начал транслироваться по всей Японии 8 апреля. 12 июня он был предварительно выпущен в виде цифрового сингла на различных музыкальных онлайн-порталах, а полное музыкальное видео было выпущено онлайн в тот же день.
CD-сингл был официально выпущен 17 июля 2019 года. «Happy Happy Dance Making Video in Hawaii» также был выпущен в тот же день.

## Музыкальное видео
Сопровождающее музыкальное видео к песне было снято Naive Creative Production и было выпущено 11 июня 2019 года на YouTube. Видеоклипы начинаются тем же разноцветным набором с акцентом на более яркие тона.

## Продвижение
Песня впервые прозвучала в специальном выпуске «Music Station 2 Hour Special» 5 июля 2019 года. Сингл также был исполнен во время японского этапа мирового тура Twicelights, который начался 23 октября 2019 года в Саппоро. 28 сентября он был исполнен на NHK Shibuya Note Presents Twice Request Live, дополнительном проекте музыкальной программы Shibuya Note. Twice выступили вживую с синглом по просьбам фанатов в рамках проекта «Aim for the Eye! Twice #Gourmet Trip!».

## Коммерческий успех
Компакт-диск дебютировал под номером 2 в ежедневном чарте синглов Oricon с 114 905 проданными копиями в день его выпуска. Он также занял 2-е место в еженедельном чарте синглов Oricon с 247 032 проданными копиями и на 19-м месте с 5 653 загрузками в чарте цифровых синглов Oricon. С 15 по 21 июля было продано 302 963 копий, благодаря чему сингл дебютировал на 2 строчке на Billboard Japan.

## Список треков
| №  | Название                                       | Текст песни      | Музыка | Аранжировка                           | Длительность |
| -- | ---------------------------------------------- | ---------------- | --- | ------------------------------------- | ------------ |
| 1. | «Happy Happy»                                  | Ю Cимодзи        | Lee Woo-min "collapsedone" Val Del Prete Eric Sanicola                                                                                                 | Ли Вон Мин "collapsedone"             | 3:26         |
| 2. | «The Best Thing I Ever Did» (Japanese version) | Natsumi Watanabe | J.Y. Park "The Asiansoul" Park Ji-min Jinri (Full8loom) Glory Face ( 영광의얼굴들 ) (Full8loom) Sophia Pae Lee Woo-min "collapsedone" Justin Reinstein | J.Y. Park "The Asiansoul" Lee Hae-sol | 3:32         |
| 3. | «Happy Happy» (collapsedone Remix)             | Ю Симодзи        | Lee Woo-min "collapsedone" Val Del Prete Eric Sanicola                                                                                                 | Lee Woo-min "collapsedone"            | 3:32         |
| 4. | «Happy Happy» (Instrumental)                   |                  | Lee Woo-min "collapsedone" Val Del Prete Eric Sanicola                                                                                                 | Ли Вон Мин "collapsedone"             | 3:27         |

| №  | Название                           | Длительность |
| -- | ---------------------------------- | ------------ |
| 1. | «Happy Happy» (Клип "Happy Happy") |              |
| 2. | «Happy Happy» (С)                  |              |

| №  | Название                                           | Длительность |
| -- | -------------------------------------------------- | ------------ |
| 1. | «Happy Happy» (Клип "Happy Happy" (Lip sync ver.)) |              |
| 2. | «Фотосессия к синглу»                              |              |

## Чарты
| Чарты (2019)           | Позиция |
| ---------------------- | ------- |
| Япония (Japan Hot 100) | 2       |
| Япония (Oricon)        | 2       |
| Япония (Oricon)        | 19      |

| Чарт (2019)            | Позиция |
| ---------------------- | ------- |
| Япония (Japan Hot 100) | 39      |
| Япония (Oricon)        | 19      |

## Сертификация
| Регион                                                      | Сертификация | Продажи  |
| ----------------------------------------------------------- | ------------ | -------- |
| Япония (RIAJ)                                               | Платиновый   | 250 000^ |
| ^ Данные о тиражах приведены только на основе сертификации. |              |          |